# Hieracium sosvaense
Hieracium sosvaense là một loài thực vật có hoa trong họ Cúc. Loài này được Schljakov mô tả khoa học đầu tiên năm 1977.